# The B-52's (album)
The B-52's è il primo eponimo album in studio del gruppo musicale new wave statunitense The B-52's, pubblicato nel 1979.

## Tracce
Tutti i brani sono stati scritti e composti dai B-52's, tranne dove indicato.
Lato 1
1. Planet Claire – 4:35 (Henry Mancini, Fred Schneider, Keith Strickland)
2. 52 Girls – 3:34 (Joe Ayers, Ricky Wilson)
3. Dance This Mess Around – 4:36
4. Rock Lobster – 6:49 (Schneider, R. Wilson)

Lato 2
1. Lava – 4:54
2. There's a Moon in the Sky (Called the Moon) – 4:54
3. Hero Worship – 4:07 (Robert Waldrop, R. Wilson)
4. 6060-842 – 2:48 (Pierson, Schneider, Strickland, R. Wilson)
5. Downtown (Petula Clark cover) – 2:57 (Tony Hatch)

## Formazione
- Fred Schneider - campanaccio, piano giocattolo, voce, altri strumenti
- Kate Pierson - organo, tastiere, chitarra, voce
- Keith Strickland - percussioni, batteria, effetti
- Cindy Wilson - percussioni, voce, chitarra
- Ricky Wilson - chitarre